# Monochlorure d'aluminium
Le monochlorure d'aluminium est un halogénure métallique de formule AlCl. Ce composé est produit dans une étape du procédé Alcan pour fondre l'aluminium d'un alliage riche en aluminium. Lorsque l'alliage est mis en contact avec du trichlorure d'aluminium à 1 300 °C, il se produit le gaz monochlorure d'aluminium.
2 Al  (alliage) + AlCl3 (gaz) → 3 AlCl  (gaz)
Il est ensuite dismuté en aluminium fondu et en trichlorure après refroidissement à 900 °C.

## Source
- (en) Cet article est partiellement ou en totalité issu de l’article de Wikipédia en anglais intitulé « Aluminium monochloride » (voir la liste des auteurs).